# Corticarina scissa
Corticarina scissa is een keversoort uit de familie schimmelkevers (Latridiidae). De wetenschappelijke naam van de soort werd in 1855 gepubliceerd door John Lawrence LeConte.